# Breakn' a Sweat
Breakn' a Sweat è un singolo del produttore di musica elettronica statunitense Skrillex, realizzato insieme al gruppo rock statunitense The Doors. La canzone è stata pubblicata nel 2012 ed estratta dall'EP Bangarang.

## Tracce
1. Breakn' a Sweat (Zedd Remix) – 5:30

## Formazione
- Skrillex - produzione, voce
- Jim Morrison – voce parlata (sample)
- Ray Manzarek – organo, tastiere, clavinet, voce
- Robby Krieger – chitarre, slide guitar, voce
- John Densmore – percussioni